# Edvard Rambusch
Edvard Johan Carl Rambusch (* 7. Mai 1846 in Korsør; † 3. Januar 1934) war ein dänischer Offizier und Mitglied des Landsting, der ersten Kammer im dänischen Reichstag.

## Leben
Rambusch war der Sohn des ehemaligen Stationsmeisters C.A.G. Rambusch und seiner Frau Helene Wetehe. Seine Schulbildung bekam er auf der Domschule Schleswig bis 1863. Anschließend siedelte er nach Dänemark über und wurde dort Offizieranwärter 1864, Corporal 1869, Leutnant 1870, Leutnant im Ingenieur-Korps 1874, Kapitän 1883. Er nahm seinen Abschied 1893 als Oberstleutnant.
Von 1903 bis 1918 war er Mitglied des Landsting und 1904 Mitglied des dänischen Zentralkomitees, Kreisvorstandsmitglied für die Rechte der Arbeitnehmer (Vorsitzender ab 1908), Vorstandsmitglied der konservativen Wähler in Kopenhagen (fünfte – später vierte – Gruppe 1890–1919, Vorsitzender 1908–1910, Ehrenmitglied 1919).
Für seine Arbeit als Abgeordneter wurde er 1887 mit der Verleihung des Titels „Correspondent Honoraire der Academie d'Aérastation Météorologique“ und mit der Verleihung des Ordens „Ritter des Dannebrog“ geehrt. Ferner war er als Kriegsberichterstatter tätig. Er schrieb zahlreiche Aufsätze in Zeitschriften und Lexika.
Er war Teilhaber der Moor-Plantage Lerkenfeldt Berge und aktiv für die politischen Argumente für den Anbau des Moores. Hierfür wurde ihm 1927 ein Gedenkstein errichtet. 2009 berichtete das DR, das dänische Radio, über die vielen Facetten der Person Rambusch.